# Wilhelm Batel
Wilhelm Batel (* 3. November 1922 in Lüben, Landkreis Lüneburg; † 6. Mai 2004) war ein deutscher Ingenieur.

## Leben
Wilhelm Batel wuchs in einem landwirtschaftlichen Betrieb in Niedersachsen auf und besuchte in Uelzen eine Oberrealschule, die er 1941 mit dem Abitur abschloss. Im Zweiten Weltkrieg diente er als Flugzeugführer und Technischer Offizier. Von 1946 bis 1951 studierte er an der Technischen Hochschule Karlsruhe Maschinenbau, Verfahrenstechnik sowie Lebensmitteltechnologie und schloss sein Studium mit dem Diplom ab. Batel war kurz beim Institut für Erdölforschung beschäftigt, wurde dann aber im Mai 1952 wissenschaftlicher Mitarbeiter an der Technischen Hochschule Aachen bei Siegfried Kiesskalt, bei dem er zum Thema Siebung feuchter, feinkörniger Haufwerke promovierte.
Anfang März 1959 übernahm Wilhelm Batel die Leitung des Instituts für landtechnische Grundlagenforschung in Braunschweig. Im selben Monat erhielt er die Lehrbefugnis für Mechanische Verfahrenstechnik an der TH Aachen. Während seiner aktiven Zeit war er mehrmals Präsidiumsmitglied der Forschungsanstalt für Landwirtschaft (FAL), zu der das von ihm geleitete Institut gehörte. Ende November 1987 trat er in den Ruhestand.
1956 verlieh der Verein Deutscher Ingenieure (VDI) Wilhelm Batel den VDI-Ehrenring. Seit 1977 war er ordentliches Mitglied der Klasse für Ingenieurwissenschaften der Braunschweigischen Wissenschaftlichen Gesellschaft. Er war auch Mitglied des VDI.

## Werke (Auswahl)
- Untersuchung zur Absiebung feuchter, feinkörniger Haufwerke auf Schwingsieben. Dissertationsschrift. Aachen 1954.
- Über die Zerkleinerung zwischen Mahlhilfskörpern in Schwing- und Rohrmühlen und über die Kennzeichnung und Analyse des Mahlgutes. Habilitationsschrift. Westdeutscher Verlag, Köln, Opladen 1959.
- Einführung in die Korngrössenmesstechnik. Springer-Verlag, Berlin, Göttingen, Heidelberg 1960.
- Entstaubungstechnik. Springer-Verlag, Berlin, Heidelberg 1972.